# Butkai (Klaipėda)
Butkai (deutsch Buttken) ist ein Dorf im Bezirk Klaipėda (Memel) im Amtsbezirk (litauisch Seniūnija) Priekulė (Prökuls) in der  litauischen Rajongemeinde Klaipėda.

## Geographische Lage
Ds Dorf liegt im historischen ostpreußischen Memelland,  östlich des Flusslaufs der Minija (deutsch Minge), 17 Kilometer südöstlich der Bezirksstadt Klaipėda und fünf Kilometer westlich von Agluonėnai (Aglohnen).

## Ortsname
Der Name scheint auf ein geringes (abschätzig betrachtetes) Anwesen zu verweisen. Der Alternativname Martin Mantrum beschreibt die Eigenart des Martin.

## Geschichte
Das kleine Dorf Martin Mantrum bzw. Mantrum Martin (vor 1736). Martin Mantram (um 1785), Butken (1912) und Buttken (nach 1912) bestand seinerzeit aus mehreren großen und kleinen Höfen. Als am 4. Juni 1874 der Amtsbezirk Aglohnen (litauisch Agluonėnai) gebildet wurde, kam Buttken als eines der 20 eingegliederten Dörfer dazu. Der Amtsbezirk gehörte zum Kreis Memel im Regierungsbezirk Gumbinnen der preußischen Provinz Ostpreußen. Das zuständige Standesamt war bis 1907 das in Sakuten (litauisch Sakūtėliai), danach das in Prökuls (litauisch Priekulė).
Am 20. Oktober 1894 schlossen sich die Landgemeinden Buttken und Moiszeningken (nicht mehr existent) zur neuen Landgemeinde Buttken zusammen. Im Jahre 1910 zählte sie 121 Einwohner.
Am 10. Januar 1920 wurde der Amtsbezirk Aglohnen an das Memelgebiet abgetreten, das ab 1923 von Litauen besetzt wurde. Am 22. März 1939 kam der Amtsbezirk Aglohnen wieder zum Deutschen Reich, und am 1. Mai 1939 gab Buttken seine Selbständigkeit durch Zusammenschluss mit den Gemeinden Rooken (litauisch Rokai) und Ziauken (litauisch Žiaukos) zur neuen Landgemeinde Rooken auf.
Heute ist das litauisch „Butkai“ genannte Dorf ein Teil im Amtsbezirk Priekulė innerhalb der Rajongemeinde Klaipėda im gleichnamigen Verwaltungsbezirk.

## Kirche

### Evangelisch
Der größte Teil der Einwohnerschaft Buttkens gehörte vor 1945 zur evangelischen Kirche. Das Dorf war in das Kirchspiel Prökuls im Kirchenkreis Memel innerhalb der Kirchenprovinz Ostpreußen der Kirche der Altpreußischen Union eingepfarrt. Der Bezug zum ehemaligen Pfarrort besteht auch heute, allerdings gehört die Kirche nun zur Evangelisch-lutherischen Kirche in Litauen. Der einstige Friedhof von Buttken im ehemaligen Staatsforst Klooschen ist noch heute vorhanden und enthält einige Grabsteine aus deutscher Zeit.

### Katholisch
Katholischerseits war die Buttkener Bevölkerung vor 1945 zur Pfarrkirche in Memel orientiert, die zum Bistum Ermland bzw. zur Freien Prälatur Memel gehörte. Heute ist Klaipėda immer noch die zuständige Pfarrgemeinde, nun zum Bistum Telšiai (deutsch Telschen) der Römisch-katholischen Kirche in Litauen gehörig.

## Verkehr

### Straße
Butkai liegt verkehrstechnisch günstig an einer Nebenstraße, die bei Priekulė (deutsch Prökuls) von der Fernstraße KK 141 (Kaunas–Klaipėda) abzweigt und in nördlicher Richtung nach Ketvergiai (deutsch Kettwerge) führt.

### Schienen
Bis 1996 bzw. 2011 war Butkai mit der Bahnstation Dituva (deutsch Dittauen) an die Bahnstrecke Sowetsk–Klaipėda (Tilsit–Memel) angebunden. Heute fehlt der Schienenanschluss.

### Luft
Bis zum nächstgelegenen Flughafen Klaipėda sind es nur wenige Autofahrminuten.